# Eugenia Bujak
Eugenia Bujak   (Lentvaris, 25 de juny de 1989) és una ciclista polonesa de naixement, però nacionalitzada eslovena el 2018, professional des del 2014 i actualment al l'equip Cofidis.

## Palmarès en carretera
- 2013
  -  Campiona de Polònia en ruta
- 2014
  -  Campiona de Polònia en contrarellotge
- 2015
  -  Campiona de Polònia en contrarellotge
  - Vencedora d'una etapa a la Volta a Turíngia
- 2016
  - 1a al Gran Premi de Plouay
  - Vencedora de 2 etapes a la Ruta de França
- 2018
  -  Campiona d'Eslovènia en contrarellotge
- 2019
  -  Campiona d'Eslovènia en ruta
  -  Campiona d'Eslovènia en contrarellotge
- 2021
  -  Campiona d'Eslovènia en ruta
  -  Campiona d'Eslovènia en contrarellotge
- 2022
  -  Campiona d'Eslovènia en ruta
- 2025
  -  Campiona d'Eslovènia en ruta
  -  Campiona d'Eslovènia en contrarellotge

### Resultats a les Grans Voltes

#### Giro d'Itàlia
- 2014: 25a posició
- 2015: 34a posició
- 2016: No surt a la 6a etapa
- 2017: Abandona a la 8a etapa
- 2018: 24a posició
- 2020: 35a posició

#### Tour de França
- 2022: 103a posició
- 2025: Abandona a la 5a etapa

#### Volta a Espanya
- 2024: 60a posició
- 2025: 89a posició

## Palmarès en pista
- 2013
  -  Campiona de Polònia en Scratch
- 2014
  -  Campiona d'Europa en Puntuació